# Gattaca
Gattaca är en dystopisk amerikansk science fiction-film från 1997, som utspelar sig i en nära framtid där eliten utgörs av genetiskt förbättrade människor, medan vanliga människor utgör en undre klass som ses på med misstänksamhet. Filmens titel utgörs av begynnelsebokstäverna för de fyra DNA-nukleotiderna: guanin, adenin, tymin och cytosin.

## Handling
Huvudpersonen Vincent (Ethan Hawke) är en vanlig människa, men hans största dröm är att arbeta på rymdstyrelsen Gattaca för att så småningom få fara ut i rymden. Dock är det bara de genetiskt överlägsna som kan få anställning vid bolaget och då Vincent dessutom är född med ett hjärtfel är hans enda utväg att anta en annan identitet. Den identitet han köper är Jerome Eugene Morrows (Jude Law), framställd för att bli elitsimmare, men som numera sitter i rullstol efter en olycka. För att kunna överta Jeromes identitet måste Vincent bland annat förlänga sina ben, skrubba bort all död hud från sin kropp och ständigt ta med sig Jeromes blod och urin, då tester ständigt utförs för att säkra personers genetiska identitet. Jeromes fysiologi lämpar sig utmärkt för Gattaca och med en stark viljestyrka lyckas den nye Jerome snart bli en respekterad medarbetare i företaget och snart väljs han ut för ett rymduppdrag. Han imponerar starkt på sin kvinnliga medarbetare Irene (Uma Thurman) och dessa inleder en romans. Innan rymduppdraget chockas dock rymdstyrelsen av att dess chef hittas brutalt mördad. På platsen hittar polisen en ögonfrans tillhörande Vincent, som blir efterlyst för mordet.

## Om filmen
Gattaca regisserades av Andrew Niccol, som även skrivit filmens manus.
Filmen är inspelad i Barstow, Culver City, Inglewood, La Jolla, Los Angeles, Marin County, Pomona och San Rafael (samtliga inspelningsplatser i Kalifornien).
Den hade världspremiär vid Toronto International Film Festival den 7 september 1997 och svensk premiär den 8 maj 1998, åldersgränsen är 11 år. Filmen har även visats på TV3 och SVT1 och den släpptes på video i november 1998.
Gattaca nominerades till en Oscar för bästa scenografi (Jan Roelfs och Nancy Nye). Michael Nyman nominerades också till en Golden Globe för sitt arbete med musiken i filmen. Colleen Atwood designade kläderna i filmen.

## Rollista (urval)
| Ethan Hawke     | – Vincent/Jerome     |
| Uma Thurman     | – Irene Cassini      |
| Jude Law        | – Jerome/Eugene      |
| Loren Dean      | – Anton Freeman      |
| Gore Vidal      | – direktör Joseph    |
| Alan Arkin      | – polisdetektiv Hugo |
| Jayne Brook     | – Marie              |
| Elias Koteas    | – Antonio Freeman    |
| Ernest Borgnine | – Caesar             |
| Xander Berkeley | – Dr. Lamar          |
| Blair Underwood | – genetiker          |
| Dean Norris     | – polis              |

## Musik i filmen
- Nuages, skriven av Django Reinhardt och Jacques Larue
- First Song (for Ruth), skriven av Charlie Haden, framförd av Stan Getz
- Filmmusiken är komponerad av Michael Nyman, där de mest karaktäristiska styckena är The Departure, The Morrow och The Other Side.